# The Winning Whiskers
The Winning Whiskers è un cortometraggio muto del 1914 scritto, diretto e interpretato da Marshall Neilan.

## Produzione
Il film fu prodotto dalla Kalem Company.

## Distribuzione
Distribuito dalla General Film Company, il film - un cortometraggio di una bobina - uscì nelle sale cinematografiche statunitensi il 22 dicembre 1914.